# Amendeuix
Pour les articles homonymes, voir Amendeuix.
Amendeuix est une ancienne commune française du département des Pyrénées-Atlantiques. Le 27 août 1846, la commune fusionne avec Oneix pour former la nouvelle commune d'Amendeuix-Oneix.

## Géographie
Le village fait partie du pays de Mixe dans la province basque de Basse-Navarre.

## Toponymie
Le toponyme Amendeuix apparaît sous les formes 
Sanctus Joannes de Mindus (1160), 
Amindux (1316), 
Aminduch (1350), 
Aminduz (1413), 
Mendux (1413), 
Sent-Johan de Mendux (1472, notaires de Labastide-Villefranche), 
Armendux (1513, titres de Pampelune), 
Amenduxs (1600, titres de la chambre des comptes de Pau ) et 
Amendux (1621, Martin Biscay).
Son nom basque est Amenduze.

## Histoire
Au XVIe siècle (1594), des faits de sorcellerie sont rapportés par une remontrance aux États de Navarre par le procureur de Mixe (aux côtés de ceux d'Arberoue, d'Ostabaret, d'Irissarry, d'Ossès, de Baigorry et de Labastide-Clairence), se plaignant de l'insuffisance des poursuites et demandant que chaque ville ou pays de Basse-Navarre puisse élire « deux personnages hommes de bien et non suspects, pour rechercher et punir les coupables de ces crimes de sorcellerie, apostasie et magie ; lesquels seraient adjoints aux gens du Roy ; le tout aux dépens des condamnés, ou en cas d'insolvabilité, à ceux des pays et lieux où se fera l'instruction ». Une partie de cette remontrance faisait suite à une requête des habitants d'Amendeuix, datant de 1587, se plaignant d'avoir été victimes de « sortilèges qui se manifestaient principalement par le mal d'aboyer ».

## Démographie
En 1350, 15 à 18 feux sont signalés à Amendeuix.
Le recensement à caractère fiscal de 1412-1413, réalisé sur ordre de Charles III de Navarre, comparé à celui de 1551 des hommes et des armes qui sont dans le présent royaume de Navarre d'en deçà les ports, révèle une démographie en forte croissance. Le premier indique à Amendeuix la présence de 13 feux, le second de 40 feux (33 + 7 feux secondaires). 
Le recensement de la population de Basse-Navarre de 1695 dénombre 63 feux à Amendeuix.
| 1793 | 1800 | 1806 | 1821 | 1831 | 1836 | 1841 |
| ---- | ---- | ---- | ---- | ---- | ---- | ---- |
| 217  | 272  | 273  | 286  | 309  | 317  | 290  |

## Culture locale et patrimoine

### Patrimoine religieux
- L'église Saint-Jean-Baptiste[14], à Amendeuix, date de 1903. Elle est inscrite à l'Inventaire général du patrimoine culturel.

## Pour approfondir